# Осада Круи (1450)
Первая осада Круя произошла в 1450 году, когда османская армия численностью около 100 000 человек осадила албанский город Круя. Лежская лига, возглавляемая Скандербегом, находилась на низком моральном духе после потери Светиграда и Берата в 1448—1450 годах. Тем не менее, призывы Скандербега и поддержка духовенства, которое утверждало, что у него были видения ангелов и победы, побудили албанцев защищать столицу Лиги, Крую, любой ценой. После ухода из Круи 4-тысячного гарнизона под командованием его доверенного лейтенанта Врана Конти (также известного как Конт Урани), Скандербег тревожил нападениями османский лагерь под Круей и атаковал караваны снабжения армии султана Мурада II. К сентябрю османский лагерь был в смятении, так как моральный дух упал, а также среди турок началась эпидемия. Османский султан вынужден был признать, что крепость Круя не падет силой оружия, снял осаду и направился к Эдирне. Вскоре после этого, зимой 1450—1451 годов, османский султан Мурад II умер в Эдирне, ему наследовал его сын Мехмед II Завоеватель (1451—1481).

## Кампании 1448 и начала 1450 годов
После нескольких неудачных вторжений в Албанию османских военачальников султан Мурад II осадил крепость Светиград (которая считается сегодняшним Демир-Хисаром) 14 мая 1448 года с 80-тысячной армией. Светиград был важным стратегическим пунктом, так как он контролировал маршруты из Македонии в Албанию. Небольшой гарнизон, состоящий из албанцев, удерживал крепость, в то время как Скандербег атаковал османский лагерь под крепостью. После того, как османы отравили колодцы, группа защитников решила открыть ворота и впустить турок, тем самым предоставив контроль над крепостью османам. Султан отступил из Албании, и Скандербег осадил Светиград 23 сентября 1448 года. После нескольких неудачных атак Скандербег снял осаду и отступил. В начале 1450 года Берат был захвачен пашой Гирокастры во время ночной атаки, в результате чего Георгий Арианити перестал поддерживать своего зятя и союзника Скандербега.

## Прелюдия

### Боевой дух албанцев перед осадой
Моральный дух албанцев упал после потерь, понесенных в предыдущие годы. Когда 5 апреля 1450 года турки-османы начали наступление на Крую, люди утверждали, что видели херувимов и ангелов, летящих над Албанией. Сам Скандербег утверждал, что он получил видение Святого Георгия, вручающего ему пылающий меч, чтобы "уничтожить врагов истинной религии (христианства). Эта речь, наряду со многими другими призывами духовенства, подняла боевой дух албанцев, побудив их к борьбе.

### Албанские диспозиции и приготовления

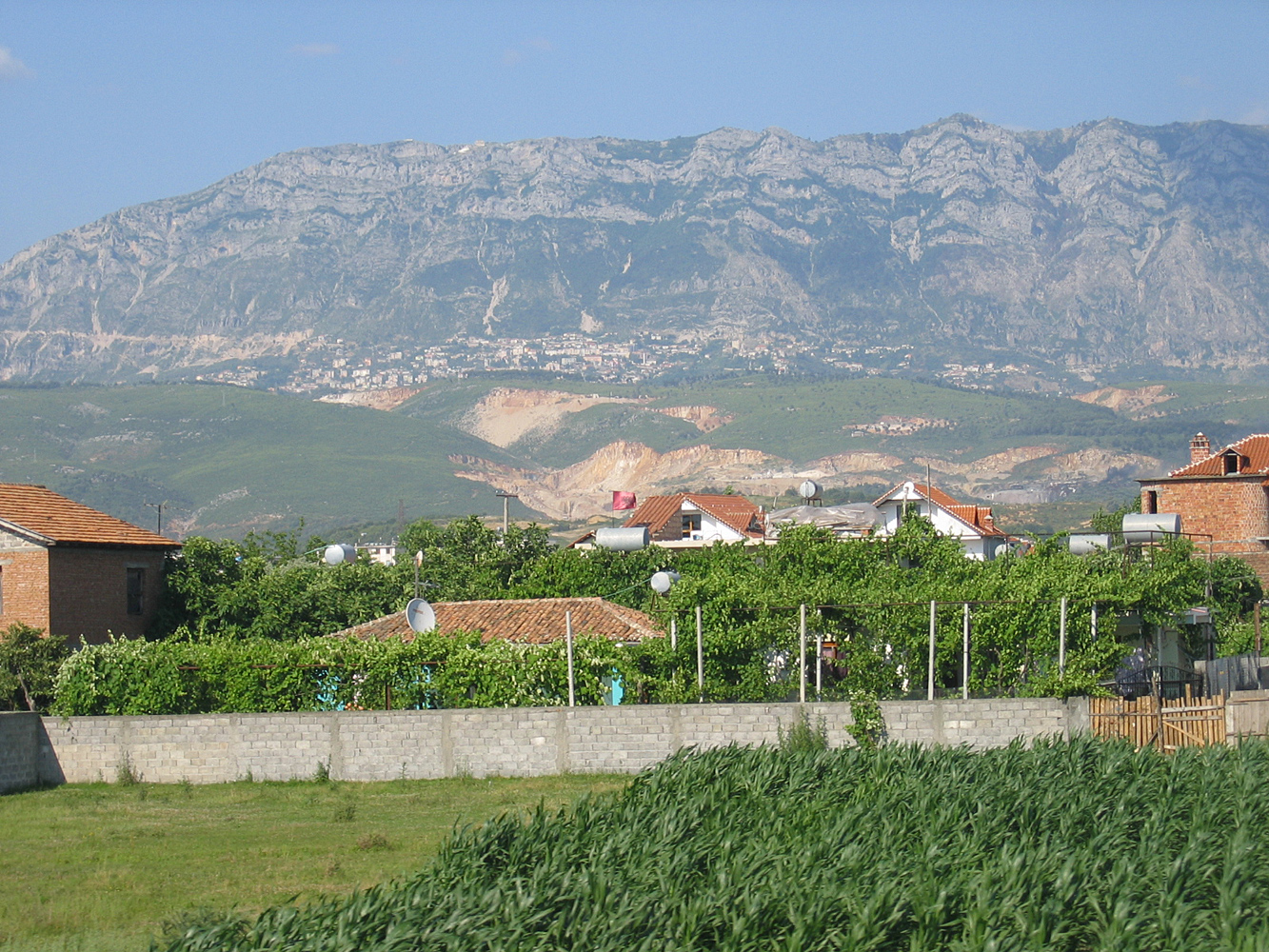
Гора Тименишти (гора Скандербега), как видно из города Фуше-Круя

Прежде чем началась осада, Скандербег вышел из Круя с 8-тысячным войском, среди которых было много славян, итальянцев, французов и немцев. Две тысячи из них были пехотинцами, а шесть тысяч — кавалерией. Скандербег нашел гору Тименишти (ныне известная как гора Скендербега) подходящей позицией для нападения на турок-османов. В Круе был оставлен 4-тысячный гарнизон под командованием Враны Конти. У Круи было достаточно припасов для шестнадцатимесячной осады. Женщины и дети в крепости были отправлены для защиты в венецианские города, которыми владела республика, в то время как другим было приказано сжечь их урожай и переселиться в горы и крепости.

### Османские распоряжения и приготовления
Султан Мурад II достиг Круя 14 мая с приблизительно 100 000 своих лучших солдат (60 000 из которых были кавалерией). Мурад предложил Вране Конти добровольно сдать ему крепость, но тот отказался. Получив отказ, Мурад II приказал своему войску отлить десять пушек, из которых одна могла стрелять камнями весом 400 фунтов, а другая — 200 фунтов. Несмотря на огневую мощь, турецкие огневые позиции были в невыгодном положении, так как Круя «был почти частью горы, на которой она была построена». Османские пушки могли стрелять по два-три раза в день и выстрелы не были точными. Две большие и четыре меньшие пушки были размещены со стороны Тираны, а остальные были направлены на главные ворота.

## Осада

### Первый этап

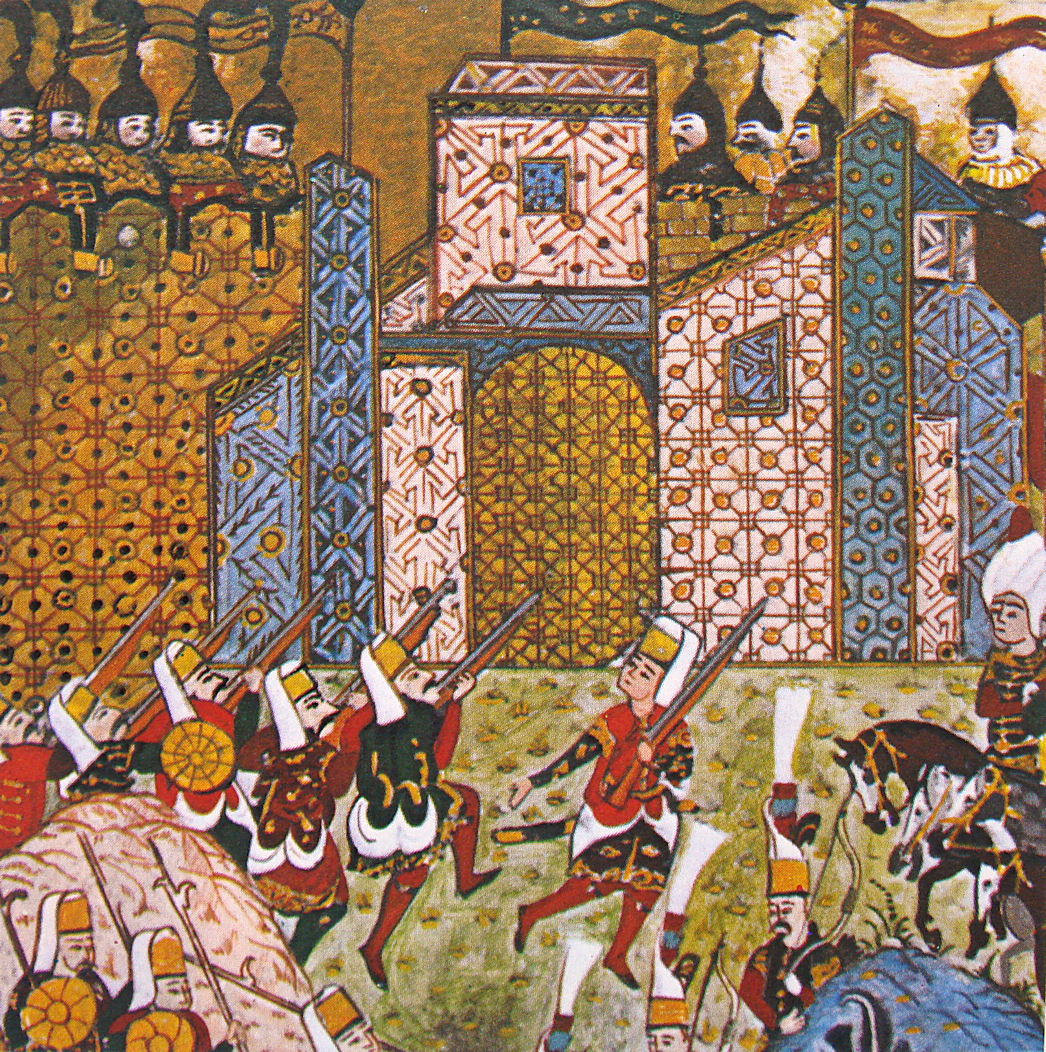
Османские янычары во время осады города.

Мурад II стрелял по Круе в течение четырёх дней, пока наконец не была пробита брешь. Султан считал, что у него есть преимущество, и приказал своим войскам начать приступ. Гарнизону удалось отбить вражескую атаку, тем самым выиграв время на ремонт стен. Мурад, опасаясь контратаки со стороны Скандербега, выслал разведывательный отряд к окрестным горам, чтобы понаблюдать за атакой. Скандербег все же сумел в сумерках совершить набег на турецкий лагерь, убив несколько сотен человек, захватив и уничтожив турецкие припасы, и едва не лишившись собственной жизни. Когда Скандербег вернулся к своим людям, его щит был настолько разбит, что его очертания едва можно было различить. Этот рейд стоил Скандербегу десяти убитых и ещё больше раненых. Однако штурм продолжался, и время от времени раздавались выстрелы из пушек. Однако защитники города не испытывали больших трудностей. Шестьдесят защитников крепости сделали вылазку, чтобы нанести любой возможный ущерб, и те, кто был у стен, отбили все попытки войти. Основной удар был нанесен со стороны Тираны, где турецкие войска понесли большие потери.

### Второй этап

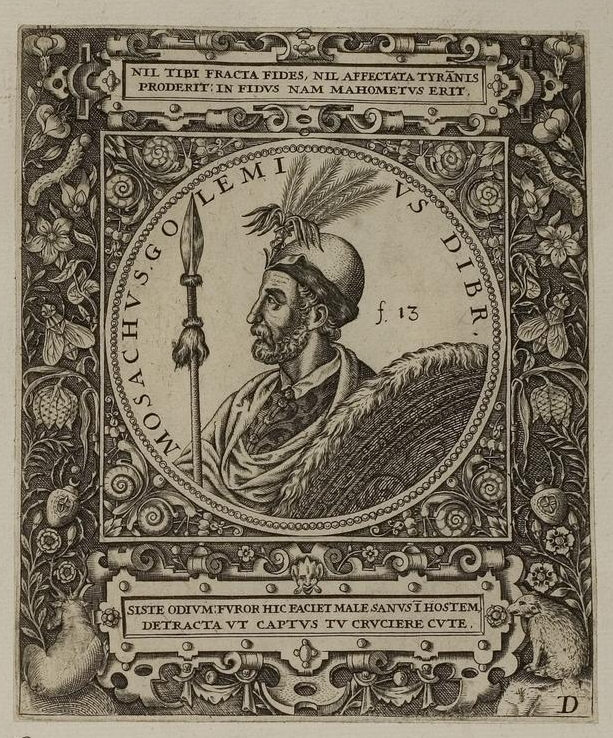
Моис Арианити Големи

Когда начался второй штурм, турки-османы попытались прорваться через ворота своими копьями. После тяжелых потерь нападавшие отступили, и следующие два дня Мурад держал совет со своими генералами. Было принято решение выделить отряд под командованием принца Мехмеда для отражения возможного внезапного нападения Скандербега. Моис Арианити Големи во главе конного отряда из пятисот воинов симулировал нападение: была поднята тревога и турки приготовились к его атаке. Тем временем Скандербег и его отряд обошли лагерь и ворвались туда, где их меньше всего ожидали. Прежде чем была предпринята организованная контратака, Скандербег отступил из лагеря. Атаки Скандербега вынудили турок направить часть своих пушек в сторону ожидаемых партизанских сил, а не в сторону крепости. Был послан большой отряд турецкой кавалерии, который Скандербег преследовал до устья реки Ишем, пока они не повернули обратно к Круе.
Пока Скандербег отсутствовал, султан отправил крупные силы на новый штурм Круи со стороны Тираны, но она была отражена. Затем турки-османы попытались заминировать крепость, но это им не удалось, так как крепость была построена на скале. Поскольку запасы продовольствия начали подходить к концу, турки получали провизию из Венеции, как и албанцы. Турецкие атаки не увенчались успехом, и османская армия потеряла много убитыми и ранеными, в то время как силы Скандербега потеряли до 1 000 человек. Моис Арианити Големи и Тануш Топия подняли ещё пару тысяч, и силы были разделены между тремя, что облегчило нападение на турецкий лагерь. Скандербег начал двигаться к лагерю, когда турки собрали 8 000 человек, которые начали двинулись против него. Скандербег медленно удалился, а Моис и Тануш ворвались в османский лагерь. Турецкие войска, посланные против Скандербега, были заманены в предгорья и на следующее утро (25 июля) окружены и полностью уничтожены. На следующий день Скандербег был замечен на скалах Круи, на совещании с Враной Конти, чем удивил султана Мурада.

### Заключительная фаза
После того, как Врана Конти вернулся в крепость, султан отправил одного из пашей на переговоры с Враной, принося ему много богатых подарков. Паша пытался убедить графа, что султан Мурад II будет более подходящим хозяином, чем Скандербег, и что осада почти закончилась, но Врана Конти отказался сдаваться. В результате началась новая османская атака. Тем временем султан Мурад II отправил посланника, пытаясь убедить Скандербега капитулировать, предлагая 10 000 крон ежегодно. Скандербег также отказался отвечать: «Нет, если бы Мурад разделил со мной и сделал меня соучастником всей своей империи, я бы никогда не допустил, чтобы имя Албании было запятнано и запятнано этим пятном позора и бесчестья». Штурм продолжался, и албанские позиции казались отчаянными. 14 октября Скандербег предложил венецианцам Крую, угрожая в противном случае сдать крепость туркам-османам, если они её не примут. После того, как султан Мурад II снял осаду 26 октября, из-за приближающейся зимы, венецианцы ответили на предложение Скандербега, отвергнув его, и предложили помочь Скандербегу согласовать его отношения с турками-османами.

## Последствия
В результате этой осады погибло 20 000 турок-османов и более 1 000 албанцев. Албанский историк Марин Барлети утверждает, что Мурад II умер от болезни под крепостью Круя, но на самом деле Мурад скончался в Эдирне в 1451 году. Мурад начал отступать из Албании из страха потерять ещё больше людей от албанской зимы, однако само отступление вызвало потерю тысяч османских войск из-за нападений со стороны местных албанских ополченцев. Скандербег был на пределе своих возможностей. Он отправился в Дубровник, прося о помощи, и республика сообщила об этом папе римскому Николаю V. Благодаря финансовой помощи Скандербегу удалось удержать Крую и вернуть себе большую часть своей территории. Успех Скандербега вызвал похвалу со всей Европы, и к нему были направлены послы из Рима, Неаполя, Венгрии и Бургундии. Затем, 26 марта 1451 года, Скандербег стал вассалом неаполитанского короля Альфонсо V по Гаэтскому договору, получив от Неаполя столь необходимые ему войска и припасы.
Согласно легенде, однажды ночью во время осады Скандербег выслал стадо коз со свечой на каждом из козьих рогов. Турки, стоявшие лагерем, решили, что это албанское нападение, и двинулись против стада. Когда турки продвинулись достаточно далеко, Скандербег начал атаку на войска, уничтожив их. После того, как осада была снята, Скандербег отметил свою победу, создав шлем с головой козла на нем, как ссылку на его «изобретательную тактику», используемую в ту ночь.

## Популярная культура и наследие
Известный албанский поэт Наим Фрашери писал о том, как осада Круя спасла Европу от вторжения османов. Сегодня албанцы гордятся действиями, совершенными во время осады города. Музей Скандербега, расположенный в Круе, имеет много воспоминаний об осаде, и а в фильме «Скандербег» (1953) описывается эта осада. Это место действия романа «Осада» современного албанского писателя Исмаила Кадаре.